# Alejo Indias
Alejo Indias Álvarez (Don Benito, 14 de octubre de 1966) es un exfutbolista español. Integrante del mítico UE Figueres que disputó la promoción de ascenso a primera división en el año 1992, junto con jugadores como Toni, Luis Cembranos, Pere Gratacós, Tab Ramos y Tintín Márquez, después ficha por el Celta, donde se asienta en primera división y llega a jugar una final de Copa del Rey, que pierde en los penaltis, fallando Alejo el último de la fatídica tanda de penaltis.

## Trayectoria
| Club                 | País                | Año                 | Partidos Liga | Goles Liga | Partidos Copa | Goles Copa |
| -------------------- | ------------------- | ------------------- | ------------- | ---------- | ------------- | ---------- |
| Barcelona Atlétic    | España              | 1984-1985           | 1             | 0          |               |            |
| Barcelona Atlétic    | España              | 1986-1987           | 14            | 2          |               |            |
| Barcelona Atlétic    | España              | 1987-1988           | 37            | 5          |               |            |
| Barcelona Atlétic    | España              | 1988-1989           | 34            | 1          |               |            |
| UE Figueres          | España              | 1989-1990           | 34            | 7          |               |            |
| UE Figueres          | España              | 1990-1991           | 37            | 4          |               |            |
| UE Figueres          | España              | 1991-1992           | 36            | 3          |               |            |
| UE Figueres          | España              | 1992-1993           | 13            | 2          |               |            |
| Celta de Vigo        | España              | 1992-1993           | 21            | 0          |               |            |
| Celta de Vigo        | España              | 1993-1994           | 34            | 2          | 5             | 0          |
| Celta de Vigo        | España              | 1994-1995           | 35            | 1          | 3             | 0          |
| Celta de Vigo        | España              | 1995-1996           | 40            | 2          | 5             | 1          |
| Celta de Vigo        | España              | 1996-1997           | 28            | 2          | 4             | 0          |
| Elche Club de Futbol | España              | 1997-1998           | 34            | 2          | 4             | 0          |
| Elche Club de Futbol | España              | 1998-1999           | 39            | 1          | 4             | 0          |
| Elche Club de Futbol | España              | 1999-2000           | 27            | 1          |               |            |
| Elche Club de Futbol | España              | 2000-2001           | 6             | 0          |               |            |
| Total en su carrera  | Total en su carrera | Total en su carrera | 469           | 35         | 25            | 1          |

## Palmarés
- Subcampeón de la Copa del rey con el Real Club Celta de Vigo en el año 1994.

## Internacionalidades
- Ha jugado diversos partidos de carácter amistoso con Cataluña.

## Después de su retirada
- Sus últimas temporadas en activo estuvo jugando en el Sant Andreu de la Barca de 2ª Regional catalana. Después fue entrenador del mismo equipo y actualmente es coordinador del fútbol base.